# Veia femoral
No corpo humano, a veia femoral é um vaso sanguíneo que acompanha a artéria femoral. Ela inicia no canal adutor (também conhecido como canal de Hunter) e é uma continuação da veia poplítea. Ela termina na margem inferior do ligamento inguinal, onde muda de nome e se torna a veia ilíaca externa.

## Drenagem
Diversas veias são coletadas para a veia femoral:
- veia circunflexa femoral lateral
- veia circunflexa femoral medial
- veia femoral profunda
- veia safena magna

A veia poplítea após passar o hiato dos adutores recebe o nome de veia femoral.

## Significado clínico

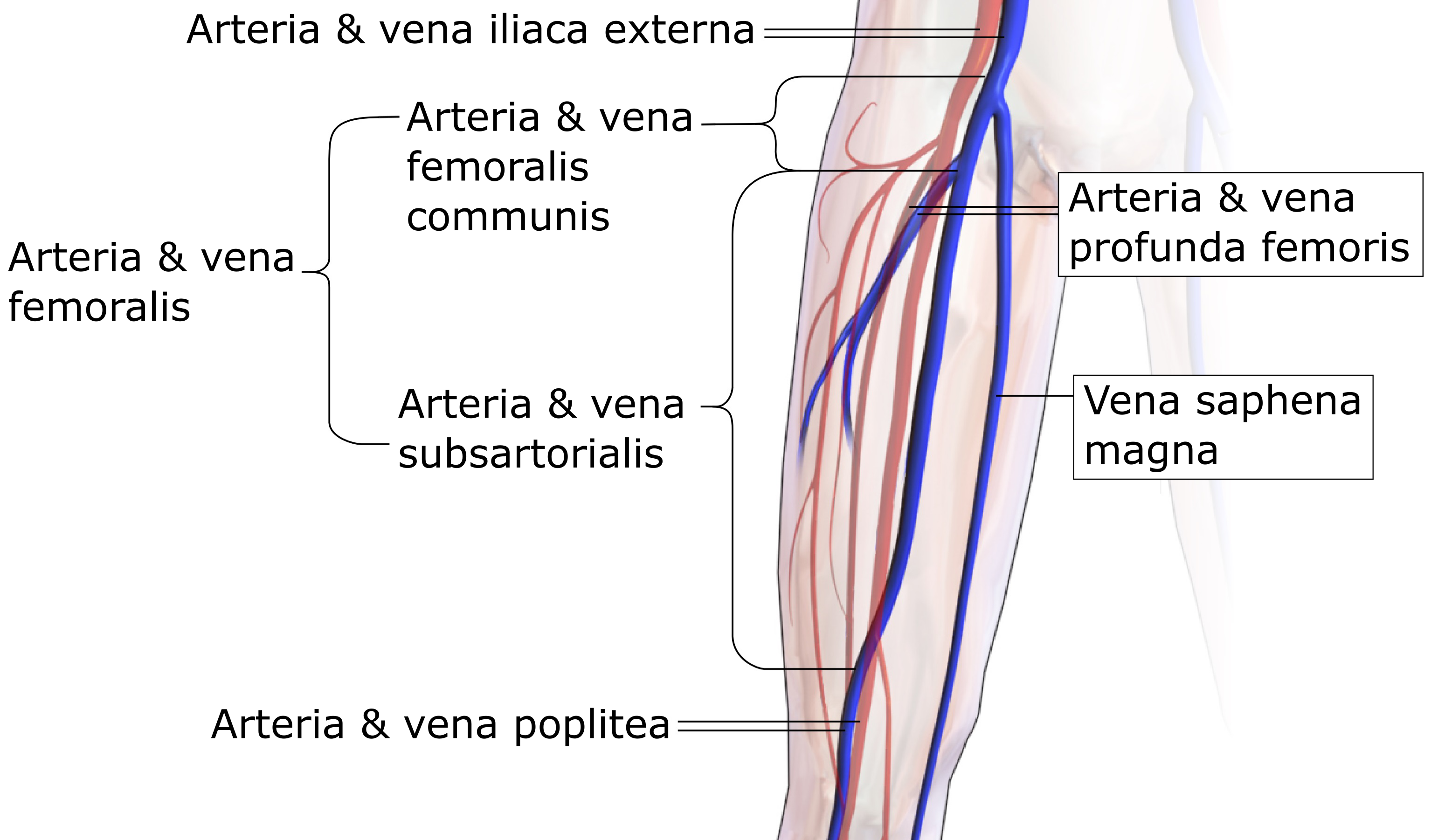
Segmentos.

A oclusão da veia femoral pode ameaçar a vida.
A prática de injetar drogas intravenosas usando a veia femoral é comum entre usuários de drogas.